# Fenrir (měsíc)
Fenrir (vyslovováno /ˈfɛnrɪər/ je malý měsíc planety Saturn. Jeho objev byl oznámen 4. května 2005 vědeckým týmem, jehož členy jsou Scott S. Sheppard, David C. Jewitt, Jan Kleyna a Brian G. Marsden. Nalezen byl během pozorování provedených mezi 13. prosincem 2004 a 5. květnem 2005. Po svém objevu dostal dočasné označení S/2004 S 16. V dubnu 2007 byl nazván Fenrir, po vlku Fenrisulfrovi, patřícího do severské mytologie. Dalším jeho názvem je Saturn XLI.
Fenrir patří do skupiny Saturnových měsíců nazvaných Norové.

## Vzhled měsíce
Předpokládá se, že průměr měsíce Fenrir je přibližně 4 kilometry. Jeho relativní magnituda má hodnotu 25, což činí z tohoto měsíce jeden z nejjasnějších objektů sluneční soustavy.

## Oběžná dráha
Fenrir obíhá Saturn po retrográdní dráze v průměrné vzdálenosti 22,5 milionů kilometrů. Oběžná doba je 1260 dní.